# Hubert Bastgen
Hubert Jacob Bastgen (Pater Beda) (* 21. August 1876 in Cochem; † 4. Mai 1946 in Schäftlarn) war ein deutscher Benediktiner (OSB), Kanonist und Kirchenhistoriker.

## Leben
Hubert Bastgen war der älteste Sohn des Schmiede- und Schlossermeisters Jacob Bastgen und dessen Ehefrau Catharina, geb. Krones. Nach der Volks- und Höheren Bürgerschule in Cochem besuchte er das Mons-Tabor-Gymnasium in Montabaur und legte dort 1896 sein Abitur ab. Dann studierte er von 1896 bis 1900 Theologie am Bischöflichen Priesterseminar in Trier und erhielt dort am 31. März 1900 seine Priesterweihe. Im Anschluss war er in Neuwied als Kaplan und als Religionslehrer tätig, bevor er weitere Studien (u. a. in Geschichte) in Bonn und Breslau aufnahm, wo er 1906 mit seiner Schrift Die Entstehungsgeschichte der Trierer Archidiakonate zum Dr. theol. promoviert wurde. 1904 trat er in Berlin der katholischen Studentenverbindung Hansea im Cartellverband der katholischen deutschen Studentenverbindungen bei und wurde 1907 an der Friedrich-Wilhelms-Universität mit seiner Dissertationsschrift Geschichte des Domkapitels zu Trier im Mittelalter zum Dr. phil. promoviert, wobei er nahezu zeitgleich sein Oberlehrer-Examen ablegte. Noch im gleichen Jahr begann er ein Kurzstudium an der Accademia dei Nobili Ecclesiastici sowie an der Päpstlichen Universität Sant’Apollinare in Rom, das er 1908 mit seinem dritten Doktortitel, dieses Mal in Kirchenrecht, zum Dr. iur. can. abschloss. Nachdem Bastgen im Jahr 1910 ins Deutsche Kaiserreich zurückgekehrt war, habilitierte er sich mit seiner Arbeit über die Libri Carolini an der Katholisch-Theologischen Fakultät der Universität Straßburg. Er betrieb nun Archivstudien zur Römischen Frage, lehrte dann als Privatdozent und später als Professor für Kirchengeschichte und Kirchenrecht an der Universität. Ein weiterer Schwerpunkt seiner Studien war die deutsch-österreichische Kirchengeschichte des 19. Jahrhunderts, wozu er auch immer wieder die Wiener Haus-, Hof- und Staatsarchive aufsuchte.
Im Ersten Weltkrieg war er von 1916 bis 1917 Militärgeistlicher in Bulgarien. Des Weiteren war er von 1916 bis 1918 im Auftrag des Zentrums-Politikers Matthias Erzberger Sondergesandter der Deutschen Reichsregierung und des Heiligen Stuhls beim deutschstämmigen Zar Ferdinand in Sofia, um an Verhandlungen über eine Kirchenunion der Bulgarisch-orthodoxen Kirche mit der Römisch-katholischen Kirche teilzunehmen. Ebenfalls sandte ihn Erzberger, der ein Vertrauter Bastgens war, in kirchenpolitischer Mission nach Litauen und Lettland. Bastgen und Erzberger, der dessen 2000 Seiten starkes Werk über die Römische Frage zum Gebiet und Status des Vatikans als „Riesenfleißarbeit einer Biene“ bezeichnet hatte, waren gemeinsam an Plänen eines Exils für Papst Benedikt XV. in Liechtenstein beteiligt.
Ab den 1920er Jahren unternahm er Quellen- bzw. Archivstudien. Hierzu erhielt er Zugang zu den Vatikanischen Geheimarchiven und veröffentlichte zahlreiche Werke wie Monographien und Aufsätze über die Kirchengeschichte aus der 1. Hälfte des 19. Jahrhunderts in Zusammenarbeit mit dem Römischen Institut der Görres-Gesellschaft in Rom. Im Herbst 1921 bemühte er sich um den Titel eines Hausprälaten, was aber der Heilige Stuhl, vermutlich aufgrund einer ablehnenden Haltung Eugenio Pacellis gegenüber Bastgen, nicht erfüllte.
Von 1925 bis 1927 war Bastgen Stipendiat der Görres-Gesellschaft sowie als Privatgelehrter und Führungspersönlichkeit dort tätig. 1930 wurde er von der Benutzung des Vatikanischen Archivs ausgeschlossen, weil er trotz strengen Verbots Bücher aus dem Bestand in seine Wohnung mitgenommen hatte. Aufgefallen war dies bei einer Taschenkontrolle, was vom Präfekten des Vatikanischen Archivs mit dem sofortigen und dauerhaften Ausschluss von der Benutzung des Archivs sanktioniert wurde. Bastgen empfand dies als Demütigung, die ihn in eine Lebenskrise brachte, als deren Ausweg er den Eintritt in die Benediktinerabtei Kloster Schäftlarn im Jahr 1932 ansah. Er nannte sich jetzt Pater Beda und setzte seine Veröffentlichungen Vatikanische Quellen 1800–1846 fort, wobei die Schwerpunktthemen dazu Bischofsstuhlbesetzungen, Mischehen und das Verhältnis Staat–Kirche waren. Bastgen, der am 8. Dezember 1933 seine Ernennung zum Professor erhalten hatte, wechselte während seiner Laufbahn von anfänglichen Forschungen über die Trierer Kirchengeschichte zum späteren Hauptgebiet der allgemeinen Kirchengeschichte des 19. Jahrhunderts über. 1940 erhielt er aufgrund seiner engen Kontakte zu Erzberger einige Besuche von der GeStaPo, was ihm wohl weiter zugesetzt hatte, zudem litt er an den Folgen eines Schlaganfalls. Knapp ein Jahr nach Ende des Zweiten Weltkriegs starb der leidenschaftliche Forscher und Gelehrte in Schäftlarn. Er hinterließ eine Vielzahl an Publikationen zur Neueren Kirchengeschichte.

## Werke (Auswahl)
- 1910 Die Geschichte des Trierer Domkapitels im Mittelalter (334 S.)[7]
- 1914 Die Neuerrichtung der Bistümer in Österreich nach der Säkularisation
- 1917 Dalbergs und Napoleons Kirchenpolitik in Deutschlands
- 1917 Die römische Frage, Band 1 (467 S.)
- 1918 Die römische Frage, Band 2 (864 S.), (Anmerk: Am 2. April 1919 bestätigte Kardinal Pietro Gasparri gegenüber Eugenio Pacelli den Erhalt Bastgens Werk “Die Römische Frage” Band 2, wofür ihm der Papst seinen Dank ausrichten ließ und ihm den Apostolischen Segen spendete).[8]
- 1919 Die römische Frage, Band 3 (255 S.)
- 1924 Libri Carolini sive Caroli Magni (capitulare de imaginibus)[9][10]
- 1936 Die Verhandlungen zwischen dem Berliner Hof und dem Hl. Stuhl über die konfessionell gemischten Ehen
- 1930 Der Heilige Stuhl und die Heirat der Prinzessin Elisabeth von Bayern mit dem Kronprinzen Friedrich Wilhelm von Preußen: Nach Akten des Vatikanischen Geheimarchivs
- 1932 Erzbischof Graf Spiegel von Köln und der Heilige Stuhl: Nach Akten des Vatikanischen Geheimarchivs
- 1936 Die Verhandlungen zwischen dem Berliner Hof und dem Hl. Stuhl über die konfessionell gemischten Ehen (284 S.)
- 1937 Das Herzogpaar Ferdinand und Julie v. Anhalt-Köthen, die Anfänge der katholischen Pfarrei Köthen und der Heilige Stuhl nach den Akten des Vatikanischen Geheimarchivs
- 1938 Der Heilige Stuhl und Alexander v. Hohenlohe-Schillingsfürst nach Akten des Vatikanischen Geheimarchivs
- 1940 Bayern und der Heilige Stuhl in der ersten Hälfte des 19. Jahrhunderts: nach den Akten des Wiener Nuntius Severoli und der Münchener Nuntien Serra-Cassano, Mercy d'Argenteau und Viale-Prelà sowie den Weisungen des römischen Staatssekretariates aus dem Vatikanischen Geheimarchiv (1071 S.)
- Sämtliche Aufsätze und Miszellen (Mitverfasser)[11]
- Die Besetzung der Bischofssitze in Preußen in der ersten Hälfte des 19. Jahrhunderts I. – III. Teil